# Gildas
Sankt Gildas (ca. 500-570) også kendt som Gildas Sapiens (den kloge) var en engelsk munk, der levede i 500-tallet.

## Liv
Han blev født i nærheden af Clyde. Han blev munk i Llaniltud i Sydwales. Gildas studerede i Gallien i syv år og vendte tilbage til England. Senere levede han som eneboer på øen Flatholm, hvor han ca. 540 skrev De Excidio Conquestu et Brittanniae eller On the Ruin and Conquest of Britain. Det er et af de bedst bevarede skrifter fra England fra den tid og har inspireret angel-saksiske forfattere. Gildas prædikener om de fem engelske konger er de eneste oplysninger, vi har om dem, og er af stor betydning. Hans gode skrivekunst gav ham navnet Gildas den kloge. Gildas døde i år 570 og blev helgen med navnedag den 29. januar. Helgentegnet er en munk, der skriver en bog.

## De Excidio Conquestu et Brittanniae
Gildas værk De Excidio Conquestu et Brittanniae er skrevet på latin og delt op i tre afsnit. Prædikensamlingen handler om England som en del af romerriget frem til 500-tallet. Gildas fortæller, at England var undertrykt som en del af det romerske rige, om landets oprør og om troen. Gildas fordømmer tidens fem engelske konge og kritiserer de engelske præster, som han kalder for røvere.

## Eksterne kilder/ henvisninger
- Gildas Sapiens: De Excidio Conquestu et Brittanniae.
- Caradoc of Llancarfan ca 1130-1150. The Live of Gildas.
- Stenton. F.M. 1971. The Oxford History of England (II Anglo-Saxon England c.550-1087). Oxford: Oxford University Press.